# Blésignac
Blésignac ist eine französische Gemeinde im Département Gironde in der Region Nouvelle-Aquitaine. Die Gemeinde liegt im Einzugsgebiet der Stadt Bordeaux. Während Blésignac im Jahr 1962 über 148 Einwohner verfügte, zählt man aktuell 311 Einwohner (Stand 1. Januar 2022).
Die Gemeinde gehört zum Kanton L’Entre-deux-Mers im Arrondissement Bordeaux. An der westlichen Gemeindegrenze verläuft das Flüsschen Canaudonne.
Blésignac liegt in der Region Entre-Deux-Mers.

## Bevölkerungsentwicklung
| Jahr                       | 1962 | 1968 | 1975 | 1982 | 1990 | 1999 | 2006 | 2017 |
| Einwohner                  | 148  | 168  | 162  | 171  | 201  | 249  | 290  | 303  |
| Quellen: Cassini und INSEE |      |      |      |      |      |      |      |      |

## Sehenswürdigkeiten
Siehe auch: Liste der Monuments historiques in Blésignac
- Kirche Saint-Roch mit Grabplatte eines unbekannten Priesters

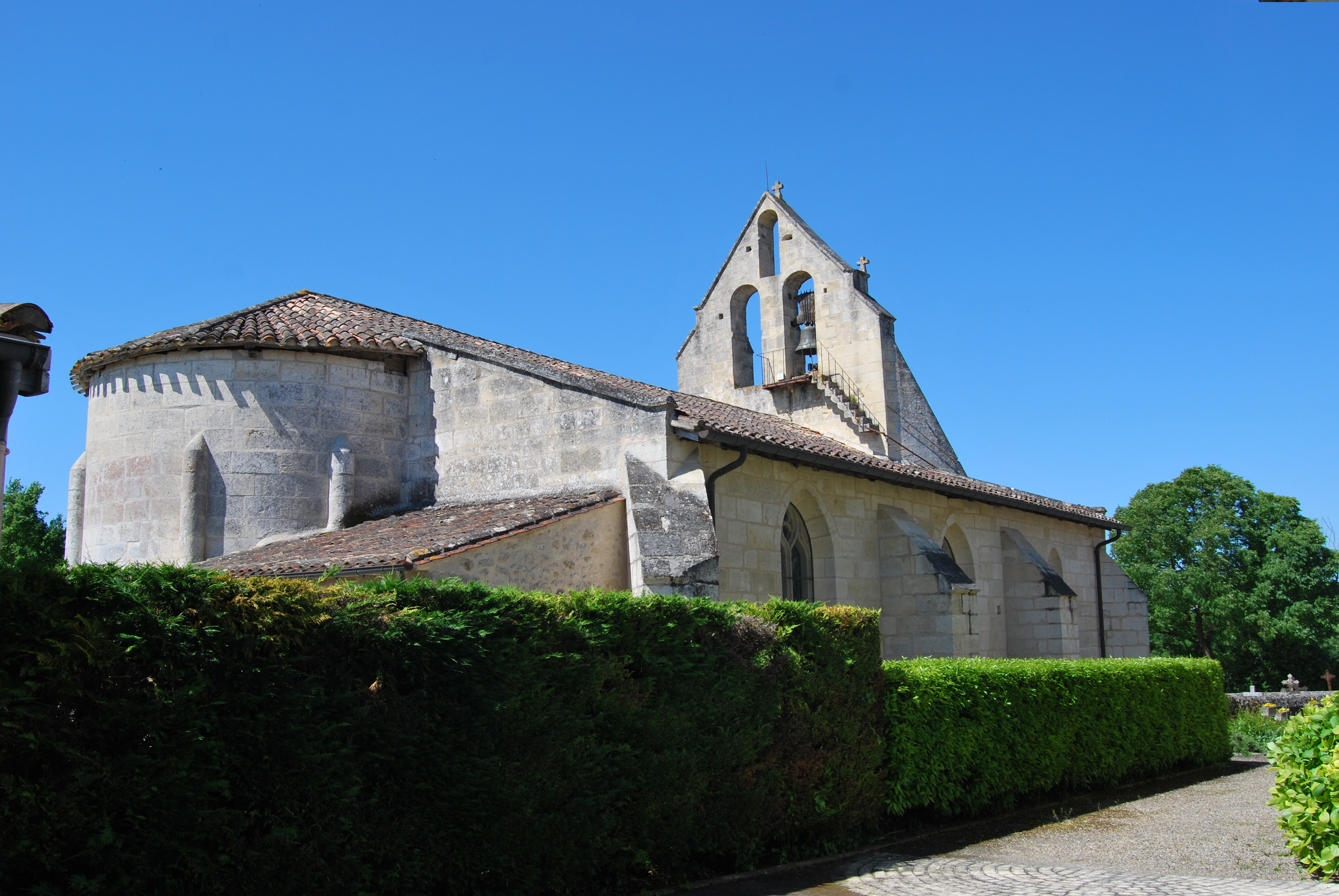
Kirche Saint-Roch